# Zhu Guo
Zhu Guo (n. 14 iunie 1985, Fuxin⁠(d), Republica Populară Chineză) este un taekwondist chinez, medaliat olimpic. A participat la o ediție a Jocurilor Olimpice (2008) în care a câștigat o medalie de bronz.

## Participări
Lista de mai jos prezintă principalele competiții la care a participat Zhu Guo de-a lungul carierei.
- taekwondo at the 2008 Summer Olympics – men's 80 kg[*]